# Jacques Laverge
Jacques Willy Ghislain Laverge (Kortrijk, 4 december 1939 - 30 november 2020)  was een Belgisch senator en lid van het Vlaams Parlement.

## Levensloop
Laverge was de oprichter en van 1983 tot 2008 de voorzitter van de Vlaamse Jonge Ondernemingen (VLAJO). Tevens was hij bedrijfsleider, voorzitter en beheerder van verschillende firma's en adviseur van de Belgische Dienst voor Buitenlandse Handel.
Als lid van de PVV, in 1992 VLD hernoemd, werd hij van 1977 tot 2000 gemeenteraadslid van Kortrijk. Van 1978 tot 1985 was Laverge tevens provincieraadslid van West-Vlaanderen. 
Van 1985 tot 1995 zetelde Laverge als rechtstreeks gekozen senator voor het arrondissement Kortrijk-Ieper in de Senaat. In de periode december 1985-mei 1995 had hij als gevolg van het toen bestaande dubbelmandaat ook zitting in de Vlaamse Raad. De Vlaamse Raad was vanaf 21 oktober 1980 de opvolger van de Cultuurraad voor de Nederlandse Cultuurgemeenschap, die op 7 december 1971 werd geïnstalleerd, en was de voorloper van het huidige Vlaams Parlement.
Bij de eerste rechtstreekse verkiezingen voor het Vlaams Parlement van 21 mei 1995 werd hij verkozen in de kieskring Kortrijk-Roeselare-Tielt. Ook na de volgende Vlaamse verkiezingen van 13 juni 1999 bleef hij Vlaams volksvertegenwoordiger tot november 2002, toen hij zijn parlementszetel afstond aan Karlos Callens.
Vanaf 1993 tot 2001 was de politicus eveneens voorzitter van KV Kortrijk. Hij was voorzitter van een club die in die tijd zware financiële problemen had. Een eventuele fusie met het naburige Harelbeke kon niet bewerkstelligd worden. Na het faillissement van de club op 27 maart 2001 liet Laverge het roer over aan Joseph Allijns die een doorstart maakte met de club.
Hij overleed op 80-jarige leeftijd aan de gevolgen van een slepende ziekte op 30 november 2020.